# V835 Геркулеса
V835 Геркулеса (лат. V835 Herculis), HD 163621 — двойная звезда* в созвездии Геркулеса на расстоянии приблизительно 102 световых лет (около 31,1 парсек) от Солнца. Видимая звёздная величина звезды — от +8,09m до +7,94m.

## Характеристики
Первый компонент — оранжево-жёлтый карлик, эруптивная переменная звезда типа RS Гончих Псов (RS) спектрального класса K1V*, или G5, или G8V. Масса — около 0,8 солнечной, радиус — около 1,229 солнечного, светимость — около 0,76 солнечной. Эффективная температура — около 4854 K.
Второй компонент — оранжевый карлик спектрального класса K0V, или K7V. Масса — около 0,59 солнечной, радиус — около 0,6 солнечного. Орбитальный период — около 3,3044 суток.

## Планетная система
В 2019 году учёными, анализирующими данные проектов HIPPARCOS и Gaia, у звезды обнаружена планета.